# 双稃草属
双稃草属（学名：Diplachne）是禾本科下的一个属，为一年生或多年生草本植物。该属共有约10余种，多分布于西半球热带及温暖地区。

## 下属物种
- 双稃草 Diplachne fusca (L.) Beauv.